# 이탈리아 국왕

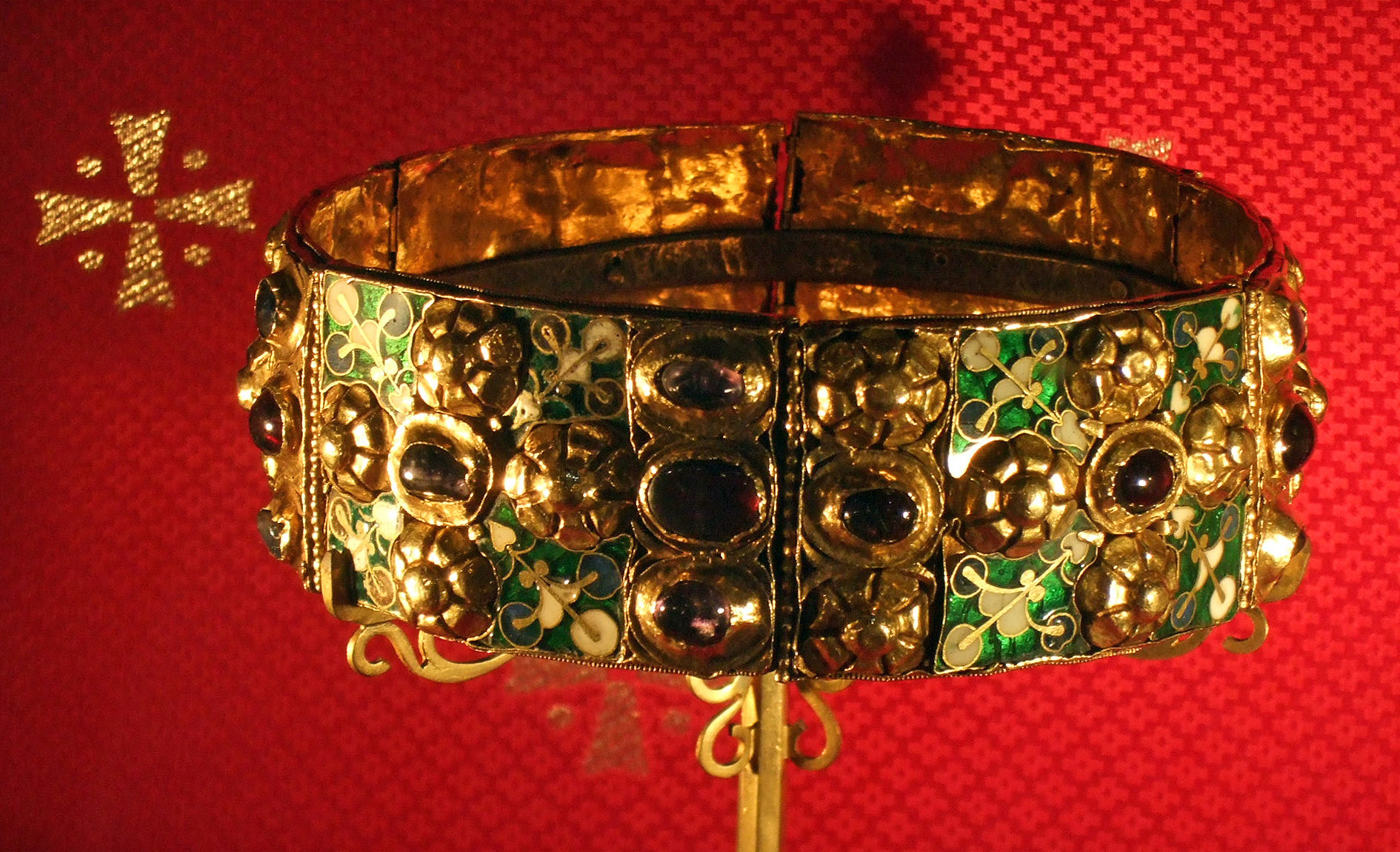
수세기 동안 롬바르디아의 철관은 이탈리아 국왕의 대관식에 사용되었다.

이탈리아 국왕(이탈리아어: Re d'Italia; 라틴어: Rex Italiae)은 서로마 제국의 멸망 후 이탈리아의 통치자에게 주어진 칭호였다.
5세기 말 오도아케르가 초대 이탈리아 국왕으로 즉위했고, 이후 6세기에 동고트 왕국의 왕들이 이탈리아 국왕을 칭했다. 8세기에 프랑크 왕국이 이탈리아를 정복하면서 프랑크인 카롤루스 왕조가 이탈리아 국왕의 작위를 취했다. 이후 중세 동안은 거의 대부분 신성 로마 황제가 이탈리아 국왕을 겸했다. 신성 로마 황제로서 이탈리아 국왕 작위를 겸임한 마지막 군주는 카를 5세였다. 이때까지 이탈리아 국왕은 랑고바르드의 철관을 상징으로 착용했다.
신성 로마 제국을 멸망시킨 프랑스의 나폴레옹 1세가 1805년에서 1814년 사이에 잠시 이탈리아 국왕을 찬탈하였다가, 1860년대에 이탈리아가 통일될 때까지 이탈리아 국왕은 존재하지 않았다. 1861년 이후 사보이아가가 이탈리아반도 전체를 지배하는 이탈리아 국왕의 작위를 마지막으로 사용했다. 최후의 이탈리아 국왕 움베르토 2세는 1946년 폐위되고 이탈리아는 공화국이 되었다.

## 같이 보기
- 쥬세페 발디타라
- 쥬세페 만노
- 이탈리아 공화국 상원
- 알프스산아래 상원
- 대리인들의 방 (사르데냐 왕국)
- 속간
- 이탈리아의 군주 목록